# 郝京诚
郝京诚 (1964年11月9日—)，山东大学化学与化工学院教授，主要从事物理化学方面的研究工作。担任中国化学会胶体与界面化学委员会委员，入选中华人民共和国教育部2007年度"长江学者"特聘教授。